# Altarul Ansidei
Altarul Ansidei este un tablou pictat în 1505 de Rafael, expus la National Gallery, Londra.